# سوکوروچ
سوکوروچ (به لاتین: Sukuruć) یک منطقهٔ مسکونی در مونته‌نگرو است که در شهرداری توزی واقع شده‌است. سوکوروچ ۶۶۱ نفر جمعیت دارد.